# Tuberculosis osteoarticular
Habitualmente, la tuberculosis osteoarticular afecta conjuntamente hueso y articulación. Está producida por una bacteria del género Mycobacterium y suele proceder de una infección primaria pulmonar, así como encontrarse otras infecciones secundarias en riñones o meninges. Otras formas de presentarse la enfermedad es únicamente en las articulaciones, se trataría así de una osteoartritis tuberculosa o tuberculosis osteoarticular, o aparecer osteomielitis tuberculosa sin afectación articular, aunque su frecuencia es baja.

## Presentación
Aunque puede comprometerse cualquier articulación o hueso, las más propensas a padecer la enfermedad son:
- Columna (espondilitis tuberculosa, o mal de Pott).
- Cadera (coxitis tuberculosa).
- Rodilla.
- Sacro ilíaca.
- Tarso y carpo.
- Hombro.
- Codo.
- Tobillo.

## Vías de infección
La tuberculosis osteoarticular se produce cuando tras una infección pulmonar por tuberculosis, el bacilo circula por el torrente sanguíneo hasta alojarse en alguna región esquelética. Teóricamente, la infección puede originarse también por una herida producida por un objeto contaminado con el bacilo, si bien no está documentada ninguna por esta vía. Se debe tomar cultivos para diagnóstico.

## Tratamiento
En los años 1930 se realizaban tratamientos con luz de arco de carbón con resultados dispares.
No se debe olvidar que la tuberculosis osteoarticular es una enfermedad secundaria, por lo que debe ser tratada junto a su foco original. El tratamiento completo incluiría tanto acciones farmacológicas tales como  quimioterapia y terapia antibiótica específica efectiva, como un régimen de actividad adecuado que consistiría en reposo, una adecuada alimentación y la inmovilización de la articulación afectada.